# Championnat des États brésiliens de beach soccer
Ne pas confondre avec le Championnat du Brésil de beach soccer.
Le championnat des États brésiliens de beach soccer (en portugais : Campeonato Brasileiro de seleções) est une compétition opposant des équipes des différents États du Brésil organisée par la Confédération du Brésil de beach soccer (CBBS).

## Histoire
En 2001, la sélection de Sergipe est la première sélection du Nord du pays à se hisser en finale, perdu contre Espírito Santo.
En 2003, le portugais Madjer devient le premier étranger à participer à la compétition avec l'équipe de Pernambouc. Dans l'édition 2008, il rejoint celle de Rio de Janeiro.
En 2008, Maranhão remporte son second titre avec sa victoire 4-1 sur Bahia grâce à deux doublés de Wellignton et Fernando DDI. André, vainqueur de la compétition l'année précédente avec Rio Grande do Norte (3e en 2008), conserve son trophée de meilleur joueur auquel il ajoute celui de meilleur buteur (15 buts). Bahia qui perd l'année suivante sa 2e finale de suite avec une nouvelle défaite contre Rio de Janeiro cette fois-ci. Daniel et Benjamin marque pour les cariocas tandis que Danilo Buiu réduit l'écart et se console avec le titre de meilleur buteur. Mão et Anderson remportent respectivement les titres de meilleur gardien et joueur tandis que Bernardo est élu révélation de la compétition.
En 2012, le trophée est renommé pour cette édition Taça Luiz Henrique Salgado (Coupe Luiz Henrique Salgado) en hommage à l'ancien président de la FEBSERJ, décédé en mai de la même année. La 15e édition s'effectue sans la présence des deux équipes les plus titrées à savoir São Paulo et Espírito Santo. Maranhão remporte son deuxième titre contre Bahia (6-3), organisateur de l’évènement.

## Palmarès

### Par édition
| Édition | Année | Lieu                  | Champion            | Finaliste         | Troisième           | Quatrième           |
| ------- | ----- | --------------------- | ------------------- | ----------------- | ------------------- | ------------------- |
| 1er     | 1997  | São Paulo             | Rio de Janeiro      | Rio Grande do Sul | São Paulo           | Bahia               |
| 2e      | 1998  | Guarapari             | Rio de Janeiro      | Espírito Santo    | São Paulo           | Pernambouc          |
| 3e      | 1999  | Serra                 | São Paulo           | Espírito Santo    | Rio de Janeiro      | Pernambouc          |
| 4e      | 2000  | Serra                 | Espírito Santo      | São Paulo         | Rio de Janeiro      | Pernambouc          |
| 5e      | 2000  | Fortaleza             | São Paulo           | Espírito Santo    | Rio Grande do Norte | Rio de Janeiro      |
| 6e      | 2001  | Aracaju               | Espírito Santo      | Sergipe           | Paraíba             | Rio Grande do Norte |
| 7e      | 2002  | Vitória               | São Paulo           | Espírito Santo    | Pernambouc          | Minas Gerais        |
| 8e      | 2003  | São Bernardo do Campo | São Paulo           | Rio de Janeiro    | Maranhão            | Espírito Santo      |
| 9e      | 2004  | Vitória               | São Paulo           | Maranhão          | Espírito Santo      | Rio de Janeiro      |
| 10e     | 2005  | Santos                | São Paulo           | Rio de Janeiro    | Espírito Santo      | Maranhão            |
|         | 2006  | Non joué              | Non joué            | Non joué          | Non joué            | Non joué            |
| 11e     | 2007  | Vitória               | Rio Grande do Norte | Paraíba           | Espírito Santo      | Rio de Janeiro      |
| 12e     | 2008  | São Luís              | Maranhão            | Bahia             | Rio Grande do Norte | Espírito Santo      |
| 13e     | 2009  | Serra                 | Rio de Janeiro      | Bahia             | São Paulo           | Espírito Santo      |
| 14e     | 2010  | São Paulo             | Espírito Santo      | São Paulo         | Rio Grande do Norte | Maranhão            |
|         | 2011  | Non joué              | Non joué            | Non joué          | Non joué            | Non joué            |
| 15e     | 2012  | Salvador              | Maranhão            | Bahia             | Alagoas             | Rio de Janeiro      |

### Par équipe
| État                | Vainqueur                              | Finaliste                  |
| ------------------- | -------------------------------------- | -------------------------- |
| São Paulo           | 6 (1999, 2000, 2002, 2003, 2004, 2005) | 2 (2000, 2010)             |
| Espírito Santo      | 3 (2000, 2001, 2010)                   | 4 (1998, 1999, 2000, 2002) |
| Rio de Janeiro      | 3 (1997, 1998, 2009)                   | 2 (2003, 2005)             |
| Maranhão            | 2 (2008, 2012)                         | 1 (2004)                   |
| Rio Grande do Norte | 1 (2007)                               | -                          |
| Bahia               | -                                      | 3 (2008, 2009, 2012)       |
| Paraíba             | -                                      | 1 (2007)                   |
| Rio Grande do Sul   | -                                      | 1 (1997)                   |
| Sergipe             | -                                      | 1 (2001)                   |

### Trophées individuels
| Édition | Meilleur joueur      | Meilleur buteur            | Meilleur buteur | Meilleur gardien | Révélation |
| Édition | Meilleur joueur      | Nom                        | Nbr             | Meilleur gardien | Révélation |
| ------- | -------------------- | -------------------------- | --------------- | ---------------- | ---------- |
| 1997    |                      | Rafael                     | 17 buts         |                  |            |
| 1998    | Júnior Negão et Buru | Jackson                    | 15 buts         | Robertinho       |            |
| 1999    | Do Valle             | Júnior Negão               | 9 buts          | Dinho            |            |
| 2000    | Pierre               | Juninho                    | 13 buts         | Pierre           |            |
| 2000    | Pierre               | Neném                      | 13 buts         | Pierre           |            |
| 2001    |                      |                            |                 |                  |            |
| 2002    |                      |                            |                 |                  |            |
| 2003    |                      |                            |                 |                  |            |
| 2004    |                      |                            |                 |                  |            |
| 2005    |                      |                            |                 |                  |            |
| 2007    | André                |                            |                 |                  |            |
| 2008    | André                | André                      | 15 buts         | Mão              |            |
| 2009    | Anderson             | Danilo Buiu                | 7 buts          | Mão              | Bernardo   |
| 2010    | Bruno Malias         | Juninho                    | 13 buts         | Mão              |            |
| 2012    | Eudin                | Juninho Alagoano et Nelito | 7 buts          | Leandro Fanta    |            |

## Statistiques
| #     | État                | 1997 | 1998 | 1999 | 2000 | 2000 | 2001 | 2002 | 2003 | 2004 | 2005 | 2007 | 2008 | 2009 | 2010 | 2012 | Points | Part. |
| ----- | ------------------- | ---- | ---- | ---- | ---- | ---- | ---- | ---- | ---- | ---- | ---- | ---- | ---- | ---- | ---- | ---- | ------ | ----- |
| 1er   | São Paulo           | 3e   | 3e   | 1er  | 2e   | 1er  | 6e   | 1er  | 1er  | 1er  | 1er  | 12e  | 7e   | 3e   | 2e   | -    | 204    | 14    |
| 2e    | Espírito Santo      | -    | 2e   | 2e   | 1er  | 2e   | 1er  | 2e   | 4e   | 3e   | 3e   | 3e   | 4e   | 4e   | 1er  | -    | 186    | 13    |
| 3e    | Rio de Janeiro      | 1er  | 1er  | 3e   | 3e   | 4e   | 5e   | 7e   | 2e   | 4e   | 2e   | 4e   | 5e   | 1er  | 8e   | 4e   | 185    | 15    |
| 4e    | Pernambouc          | 5e   | 4e   | 4e   | 4e   | 6e   | 11   | 3e   | 8e   | 6e   | -    | 5e   | 6e   | 6e   | 6e   | 5e   | 184    | 14    |
| 5e    | Maranhão            | -    | -    | -    | -    | -    | -    | 8e   | 3e   | 2e   | 4e   | 9e   | 1er  | 8e   | 4e   | 1er  | 119    | 9     |
| 6e    | Bahia               | 4e   | 7e   | -    | -    | 10e  | 7e   | 5e   | 7e   | -    | 5e   | 6e   | 2e   | 2e   | 5e   | 2e   | 114    | 12    |
| 7e    | Alagoas             | -    | 5e   | -    | -    | 8e   | 8e   | -    | -    | -    | -    | 7e   | -    | 5e   | 10e  | 3e   | 111    | 7     |
| 8e    | Ceará               | -    | -    | -    | 6e   | 5e   | 10e  | -    | 6e   | -    | -    | -    | 8e   | 11e  | 13e  | 6e   | 107    | 8     |
| 9e    | Paraíba             | -    | -    | 5e   | -    | 12e  | 3e   | -    | -    | 8e   | 7e   | 2e   | 9e   | 10e  | 15e  | 7e   | 106    | 10    |
| 10e   | Rio Grande do Norte | -    | -    | 6e   | 7e   | 3e   | 4e   | 6e   | 5e   | 5e   | -    | 1er  | 3e   | 7e   | 3e   | -    | 105    | 11    |
| 11e   | Rio Grande do Sul   | 2e   | 6e   | 7e   | 5e   | 9e   | -    | -    | -    | -    | -    | 8e   | 10e  | 9e   | 12e  | 12e  | 102    | 10    |
| 12e   | District fédéral    | 7e   | 8e   | -    | -    | -    | 12e  | -    | -    | 7e   | -    | 10e  | 13e  | 13e  | 7e   | 10e  | 102    | 9     |
| 13e   | Sergipe             | -    | -    | -    | -    | 7e   | 2e   | -    | -    | -    | 6e   | -    | 11e  | -    | 11e  | -    | 36     | 5     |
| 14e   | Paraná              | 6e   | -    | 8e   | -    | -    | 9e   | -    | 5e   | -    | -    | 13e  | -    | -    | 14e  | -    | 32     | 6     |
| 15e   | Tocantins           | -    | 9e   | -    | -    | -    | -    | -    | -    | -    | 8e   | 14e  | 12e  | 12e  | 16e  | 9e   | 24     | 7     |
| 16e   | Minas Gerais        | 8e   | -    | -    | -    | 11e  | -    | 4e   | -    | -    | -    | -    | -    | -    | -    | 11e  | 24     | 4     |
| 17e   | Santa Catarina      | -    | -    | -    | -    | -    | -    | -    | -    | -    | -    | -    | -    | -    | -    | 8e   | 6      | 1     |
| 18e   | Goiás               | -    | -    | -    | -    | -    | -    | -    | -    | -    | -    | 11e  | -    | -    | 9e   | -    | 6      | 2     |
| Total | -                   | 8    | 9    | 8    | 7    | 12   | 12   | 8    | 8    | 8    | 8    | 14   | 13   | 13   | 16   | 12   | -      | -     |